# Fatima Najjam
Fatima Najjam (en arabe : فاطمة نجم) est une athlète marocaine.

## Biographie
Fatima Najjam remporte la médaille de bronze du relais 4 x 400 mètres aux championnats d'Afrique d'athlétisme 1988 à Annaba. 
Elle est également championne du Maroc du 400 mètres haies en 1986, 1987 et 1988.

### Palmarès
| Date | Compétition            | Lieu   | Résultat | Épreuve   | Performance   |
| ---- | ---------------------- | ------ | -------- | --------- | ------------- |
| 1988 | Championnats d'Afrique | Annaba | 3e       | 4 x 400 m | 3 min 50 s 25 |